# Насимович, Александр Фёдорович
Александр Фёдорович Насимович (12 декабря 1880, Нижний Новгород — 7 января 1947) — российский поэт, прозаик и драматург. 

## Биография
Родился в семье скрипача-кантониста Фёдора Максимовича Насимовича. Брат журналиста и литературного критика Николая Фёдоровича Чужака (Насимовича, 1876—1937). Окончил Московский учительский институт, преподавал. Во время Революции 1905 года входил в забастовочный комитет учителей, в связи с чем после 1907 года потерял работу. В 1909 г. опубликовал за свой счёт сборник стихов «Силуэты», печатал в периодике (в том числе в журналах «Русская мысль», «Русское богатство», «Русские записки») мелкие стихотворения, в том числе для детей.
После Октябрьской революции 1917 года публиковался как прозаик, основное произведение — романная дилогия об Иваново-Вознесенском общегородском совете рабочих депутатов: «Город Премогучий» (1928) и «Талка» (1930). Наиболее известная пьеса Насимовича, «Барометр показывает бурю» (1925), также посвящена революционным событиям 1905 года и неоднократно ставилась в советских театрах.
Состоял в Всероскомдраме, участвовал в работе литературных групп «Литературный особняк», «Новая Кузница» и др., входил в состав участников кооперативного издательства «Никитинские субботники».
Похоронен на Новодевичьем кладбище.